# Nicholas Brathwaite
Sir Nicholas Alexander Brathwaite (Carriacou, 8 de julio de 1925-Saint George, 28 de octubre de 2016) fue un educador y político granadino que ejerció la jefatura de gobierno de Granada en dos ocasiones. La primera, entre 1983 y 1984 como presidente del Consejo Consultivo Provisional, régimen interino instalado tras la invasión del país por parte de los Estados Unidos hasta las elecciones posteriores, y la segunda como primer ministro elegido democráticamente desde 1990 hasta su dimisión en 1995. Entre 1989 y 1994 fue líder político del Congreso Nacional Democrático, uno de los principales partidos políticos del país caribeño.
Brathwaite nació en Carriacou, Granada. Obtuvo educación en el Teacher's Training College en Trinidad y en la Universidad de las Indias Occidentales en Jamaica. Su carrera estuvo mayormente limitada al ámbito educativo, llegando a ser Director Regional del Programa para la Juventud de la Mancomunidad de Naciones entre 1974 y 1983. Tras la invasión estadounidense que derrocó al régimen socialista instaurado por la Revolución de 1979, el Gobernador General Paul Scoon asumió la jefatura ejecutiva del país amparándose en la constitución granadina de 1974 y designó un «Consejo Consultivo Provisional» para administrar el país hasta que se pudieran realizar elecciones, designando a Brathwaite (en calidad de figura neutral) al frente del gabinete. El gobierno interino de Brathwaite debió ocuparse de encarar la difícil situación económica y social posterior a la invasión, que vio un aumento sostenido del desempleo y la inflación. En noviembre de 1984, Brathwaite organizó elecciones generales bajo la legislación electoral prerrevolucionaria y permaneció en el cargo hasta la jura de Herbert Blaize, líder del ganador Nuevo Partido Nacional, como primer ministro.
Después de las elecciones, Brathwaite permaneció cerca del gobierno de Blaize en calidad de «asesor ejecutivo». Sin embargo, se distanció de este en 1986 y comenzó a trabajar con la oposición. En octubre de 1988, anunció su intención de dedicarse a la política electoral y fue barajado como un posible candidato de consenso del recién fundado Congreso Nacional Democrático (NDC), principal partido político del país. En enero de 1989, fue elegido por unanimidad como líder del partido (sucediendo al fundador George Brizan). Brathwaite lideró al partido en las elecciones generales de 1990, obteniendo una ajustada victoria y asumiendo como primer ministro de Granada el 16 de marzo. Además del cargo de primer ministro, Brathwaite ocupó simultáneamente las carteras de Relaciones Exteriores y Finanzas en algún punto de su gobierno.
El segundo gobierno de Brathwaite continuó el reintegro de Granada a instituciones de la Mancomunidad de Naciones y presidió la condena al grupo golpista que había asesinado a Maurice Bishop en 1983, conmutando las sentencias de muerte a cadena perpetua. El período estuvo marcado por dificultades económicas, derivadas del alto desempleo, así como crecientes conflictos dentro de los partidos políticos que minaron su posición. Siguiendo las recomendaciones del Fondo Monetario Internacional y el Banco Mundial, Brahtwaite ejecutó un programa de ajuste estructural que incluyó privatizaciones masivas y una serie de legislaciones laborales duramente criticadas por los sindicatos, lo que provocó una serie de huelgas en el sector público entre 1992 y 1993. Ante el creciente desangramiento de su liderazgo, Brathwaite anunció su renuncia como líder del NDC en agosto de 1994 (devolviéndole el cargo a George Brizan tras una disputada convención partidaria). En enero de 1995, enfrentando cuestionamientos por la inminente implementación de un nuevo impuesto a las ganancias, Brathwaite dimitió como primer ministro y entregó el cargo a Brizan el 1 de febrero, meses antes de las elecciones generales en las que el partido resultó derrotado.
Brathwaite es recordado positivamente por su papel en la restauración y consolidación de la democracia en Granada en 1983, la restauración constitucional de 1991 (que puso fin a las disputas sobre la legitimidad constitucional posteriores a la Revolución) y su papel como funcionario público y asesor de varios gobiernos de distinto signo político. Sin embargo, las dificultades económicas durante su segundo mandato como primer ministro y las constantes rebeliones dentro de un gabinete integrado por diversas facciones le valieron una reputación de liderazgo débil, que disminuyó su popularidad. A Brathwaite le había sido conferida la Orden del Imperio Británico en 1975 y fue nombrado caballero en 1995, al término de su período como primer ministro. Murió el 28 de octubre de 2016 a la edad de 91 años.